# Barbara Jatta
Barbara Jatta (Roma, 6 de octubre de 1962) es una historiadora de arte italiana y actual directora de los Museos Vaticanos.

## Biografía
Jatta nació en Roma. Su abuela era pintora, y tanto su madre como su hermana trabajan en la restauración de arte. Jatta ha bromeado diciendo que ella nació entre el olor de los solventes. Estudió literatura en la Universidad de Roma (Università degli Studi di Roma "La Sapienza"), y se graduó con su tesis "La historia del dibujo, el grabado y los gráficos", que terminó en 1986. Más tarde, obtuvo títulos en Administración de Archivos e Historia del Arte. Después de sus estudios en Italia, estudió en Inglaterra, Portugal y los Estados Unidos. Desde 1994, ha enseñado en la Universidad Suor Orsola Benincasa de Nápoles y en 1996 se unió y dirigió la sección de impresiones de la Biblioteca del Vaticano. Se convirtió en vicedirectora de los Museos del Vaticano durante la dirección de Antonio Paolucci, en junio de 2016.
El 20 de diciembre de 2016 fue nombrada por el Papa Francisco como directora de los Museos Vaticanos, en reemplazo de Antonio Paolucci, quien fue director desde 2007. Asumió el cargo el 1 de enero de 2017. 
Es responsable directa de las obras de arte que incluyen el techo icónico de la Capilla Sixtina. Los museos del Vaticano ganan más de $300 millones de dólares, con ganancias de $40 millones de dólares gracias a los visitantes en sus museos. Jatta ha reconocido el trabajo realizado por sus antecesores. 
Ella dice que eliminará la cola antiestética de visitantes que esperan en la entrada y animará a los visitantes a disfrutar de las secciones menos conocidas del museo, lo que debería reducir la aglomeración de la Capilla Sixtina. Planeaba utilizar los "nuevos medios" para publicitar y educar. Todo esto debe hacerse, dijo, mientras "presta especial atención a la 'tradición del Vaticano'". En marzo de 2017, Jatta presidió la inauguración de un espectáculo en los Museos Vaticanos por primera vez: "Dilectissimo fratri Caesario Symmachus". De Arlés a Roma, las reliquias de San Caesario, tesoro de la Galia paleocristiana.
Desde 1988, Jatta está casada con Fabio Midulla, un educador médico, y tienen tres hijos.